# NGC 4570
NGC 4570 (другие обозначения — UGC 7785, MCG 1-32-114, ZWG 42.178, VCC 1692, PGC 42096) — линзообразная галактика (S0) в созвездии Дева.
Этот объект входит в число перечисленных в оригинальной редакции «Нового общего каталога».
В галактике имеется популяция шаровых скоплений возрастом 1-3 млрд. лет.